# Aristida jerichoensis
Aristida jerichoensis är en gräsart som först beskrevs av Karel Domin, och fick sitt nu gällande namn av Johannes Jan Theodoor Henrard. Aristida jerichoensis ingår i släktet Aristida och familjen gräs. Inga underarter finns listade i Catalogue of Life.